# Surinam Boys
Surinam Boys was een Nederlands voetbalelftal in de jaren dertig dat geheel dreef op Surinaamse voetballers.
De naam dook al in de jaren twintig op voor een elftal dat in Suriname speelde binnen de Surinaamse Voetbal Bond (SVB) en de NGVB (Nieuwe Generatie Voetbal Bond). De ploeg speelde wel op het Patronaatsterrein. 
In Amsterdam was er in 1932 een voetbalclub opgericht onder de naam Paramaribo (geregistreerd bij de KNVB, maar deze speelde niet in een van de lokale of nationale competities en verbond zich aan de Rode Sport Eenheid gelieerd aan de Communistische Partij Holland. Reden daarvoor was de behandeling van Anton de Kom. De overstap betekende weinig goeds voor Paramaribo; de KNVB sprak een veto uit over deelname aan door hun georganiseerde wedstrijden.   
In 1935 kwam er een elftal in Amsterdam van de grond met dezelfde naam. Ze hadden zich ingeschreven bij de Amsterdamse Volks Voetbalbond en in hun debuutjaar behaalde zij in de tweede klasse het kampioenschap. Met nog drie van de zestien wedstrijden te spelen hadden zij er elf gewonnen. Ze stonden in dat jaar bekend vanwege hun sportiviteit. Men voorzag bij het eenjarig bestaan in 1936, dat gevierd werd in de Leidsedwarsstraat, een snelle overstap naar die KNVB. Het team had toen al een clubvlag; blauw, wit (kleuren van Amsterdam) met daarop een print van de Vlag van Suriname.  Het elftal bestond uit mannen die een lagere school hadden doorlopen in Suriname en zich via allerlei wegen (werk in de scheepvaart of aansluiten bij het Koninklijk Nederlandsch-Indisch Leger (KNIL)) in Amsterdam hadden weten te vestigen.
De Surinaamse gemeenschap werd in die jaren zwaar tegengewerkt door de Amsterdamse politie onder leiding van Hendrik Johan Versteeg jr. en in zijn verlengde burgemeester Willem de Vlugt. Zij hadden de Surinaamse gemeenschap en hun uitingen niet hoog zitten en zorgen regelmatig voor beperkingen op levensgebied binnen de gemeenschap. Er vielen bijvoorbeeld ontslagen van gekleurde mensen in de horeca, ze werden uitgesloten bij sollicitatie naar ambtenaar of aldaar ontslagen etc. Ook de Amsterdamse Sociale Dienst was bij deze discriminatie betrokken; ze controleerden extra streng, ook in navolging van Versteeg. In 1937 wist Surinam Boys nog ondanks flinke tegenwerking op persoonlijk vlak een tweede plaats te halen, daar viel het elftal verder weg.
Voor Paramaribo viel het doek in 1938, voor Surinam Boys in 1942 (ontbonden).
Een van de spelers was Albert Wittenberg, die in maart 2020 in Amsterdam het Albert Wittenbergplein naar zich vernoemd kreeg vanwege zijn werk binnen het verzet tijdens de Tweede Wereldoorlog. 